# Бесекеж-Рудни
Бесекеж-Рудни (пол. Besiekierz Rudny) — село в Польщі, у гміні Зґеж Зґерського повіту Лодзинського воєводства.
Населення — 226 осіб (2011).

## Демографія
Демографічна структура станом на 31 березня 2011 року:
|          | Загалом | Допрацездатний вік | Працездатний вік | Постпрацездатний вік |
| -------- | ------- | ------------------ | ---------------- | -------------------- |
| Чоловіки | 116     | 25                 | 85               | 6                    |
| Жінки    | 110     | 21                 | 65               | 24                   |
| Разом    | 226     | 46                 | 150              | 30                   |